# Танага (вулкан)
Вулкан Танага — стратовулкан на северной оконечности острова Танага в системе Алеутских островов. Восточнее основной вершины расположена ещё одна. Известно о нескольких его крупных извержениях после 1763 года: в 1763—1770, 1791, 1829 и 1914 годах.